# Audiovisuelle Sequenz
Eine audiovisuelle Sequenz ist eine Abfolge von Bildern und darauf abgestimmtem Tonmaterial („Audio“, z. B. Musik oder Sprache). Meist werden die Bilder in hoher Frequenz wiedergegeben, so dass der Eindruck eines bewegten Bildes entsteht. Die einzelnen Bilder können aber auch wie bei einer „Diashow“ längere Zeit zu sehen sein, wenn der Betrachter sie genau ansehen soll.
Ein Tonfilm besteht aus audiovisuellen Sequenzen; ein sehr kurzes Video kann aus nur einer audiovisuellen Sequenz bestehen. Videos, die nur einige Minuten lang sind, werden Videoclip genannt.
Videos können ein Geschehen originalgetreu wiedergeben. Meist wird das mit Kamera und Mikrofon aufgenommene Bild- und Tonmaterial jedoch weiterbearbeitet: Bildfolgen werden ausgewählt und neu zusammengestellt (siehe Videoschnitt). Video und Audio können neu aufeinander abgestimmt werden, zum Beispiel durch Hinzufügung von Musik oder gesprochenen Kommentaren. Videos können auch komplett aus bereits vorhandenen Dateien am Computer erstellt werden. Bei derartigen Arbeiten wird jede einzelne audiovisuelle Sequenz analysiert und gegebenenfalls bearbeitet.